# Union pour le Bénin du futur
L'Union pour le Bénin du futur est un parti politique du Bénin. Lors des élections législatives du 30 mars 2003, le parti était membre du mouvement présidentiel, l'Alliance des partisans de Mathieu Kérékou, qui avait remporté les élections présidentielles de 2001 et gagné 31 sièges sur 83. Les membres les plus importants du mouvement sont le Front d'action pour le renouveau et le développement et le Parti social-démocrate.